# Aphodius obliteratus
Espèce
Aphodius obliteratus est une espèce d'insectes de l'ordre des coléoptères, de la super-famille des Scarabaeoidea (scarabées).

## Taxonomie
Son nom actuellement préféré est : Nimbus obliteratus (Panzer 1823).
Synonyme ancien : Aphodius insubidus Germar 1824